# 73 pr. n. št.
73 pr. n. št. je bilo leto predjulijanskega rimskega koledarja.
Oznaka 73 pr. Kr. oz. 73 AC (Ante Christum, »pred Kristusom«), zdaj posodobljeno v 73 pr. n. št., se uporablja od srednjega veka, ko se je uveljavilo številčenje po sistemu Anno Domini.

## Dogodki
- Lukul premaga Mitridata VI.